# Pinacol
Pinacol is een diol. De twee hydroxylgroepen staan op naast elkaar gelegen koolstofatomen. Het is bij kamertemperatuur een lichtgele kristallijne vaste stof, die weinig oplosbaar is in water. In warm water is ze meer oplosbaar. Ze heeft een houtachtige, patchouliachtige geur.

## Synthese
Pinacol wordt bereid uit aceton door middel van een zogenaamde pinacolkoppeling, waarbij magnesium gebruikt wordt als elektrondonor en kwik(II)chloride als activerend Lewiszuur:
Deze reactie werd ontdekt door de Duitse scheikundige Wilhelm Rudolph Fittig rond 1859. Bij een pinacolkoppeling worden aldehyden of ketonen met behulp van een metaal of amalgaam omgezet in een vicinaal diol, met vorming van een koolstof-koolstofbinding.

## Toepassingen
Pinacol wordt gebruikt als geurstof, maar is ook vaak een intermediair in de synthese van andere verbindingen. Via de zogenaamde pinacolomlegging wordt het keton pinacolon gevormd. Dit pinacolon, volgens IUPAC-regels aan te duiden met 3,3-dimethyl-2-butanon, maar ook methyl-tert-butylketon genoemd, wordt vervolgens omgezet tot pivalinezuur, dat een belangrijk tussenproduct is in de synthese van farmaceutische stoffen en pesticiden.
Esters van pinacol worden pinacolaten genoemd.